# 花粉管

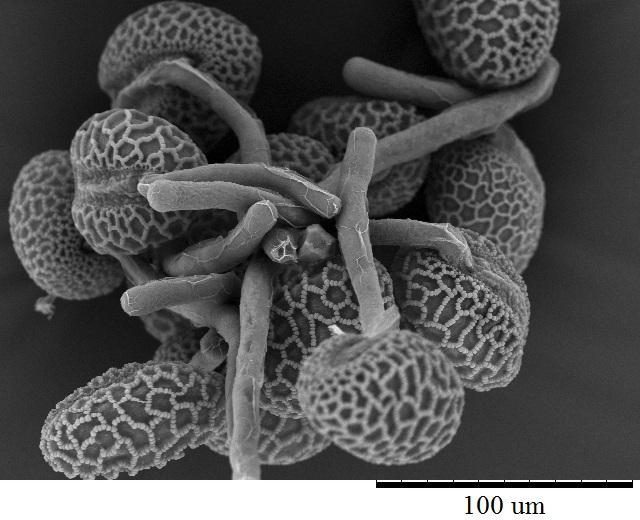
在百合花粉中生长的花粉管的扫描电子显微镜（SEM）图像

花粉管為种子植物的雄性配子体的一部分。它位於花粉粒的内壁與外壁之間，當花粉附著在雌蕊上時，會萌發為3個細胞的花粉管，並將兩個精細胞送入位於子房內的卵細胞，以完成受精過程。
被子植物中，花粉管會運送兩精核至胚囊，一個與卵細胞結合成2n的合子，另一與極核結合成3n的胚乳，為雙重受精，合子會發育成種子中的胚（幼孢子體），胚乳核發育成種子的胚乳，並作為養分。
裸子植物和被子植物皆有花粉管。
精細胞最後存在花粉管末端